# Hyposoter ventralis
Hyposoter ventralis är en stekelart som först beskrevs av Walker 1874.  Hyposoter ventralis ingår i släktet Hyposoter och familjen brokparasitsteklar. Inga underarter finns listade i Catalogue of Life.